# Svinøya (Finnmark)
Pour les articles homonymes, voir Svinøya.
Svinøya est une île norvégienne rattachée administrativement à Vardø, kommune du comté de Finnmark. 

## Description
Svinøya se situe dans la mer de Barents, au nord-est de l'île Vardøya.
L'île, inhabitée, mesure environ 500 m de long sur 100 m de large.